# Niya (Xinjiang)
Pour les articles homonymes, voir Niya.

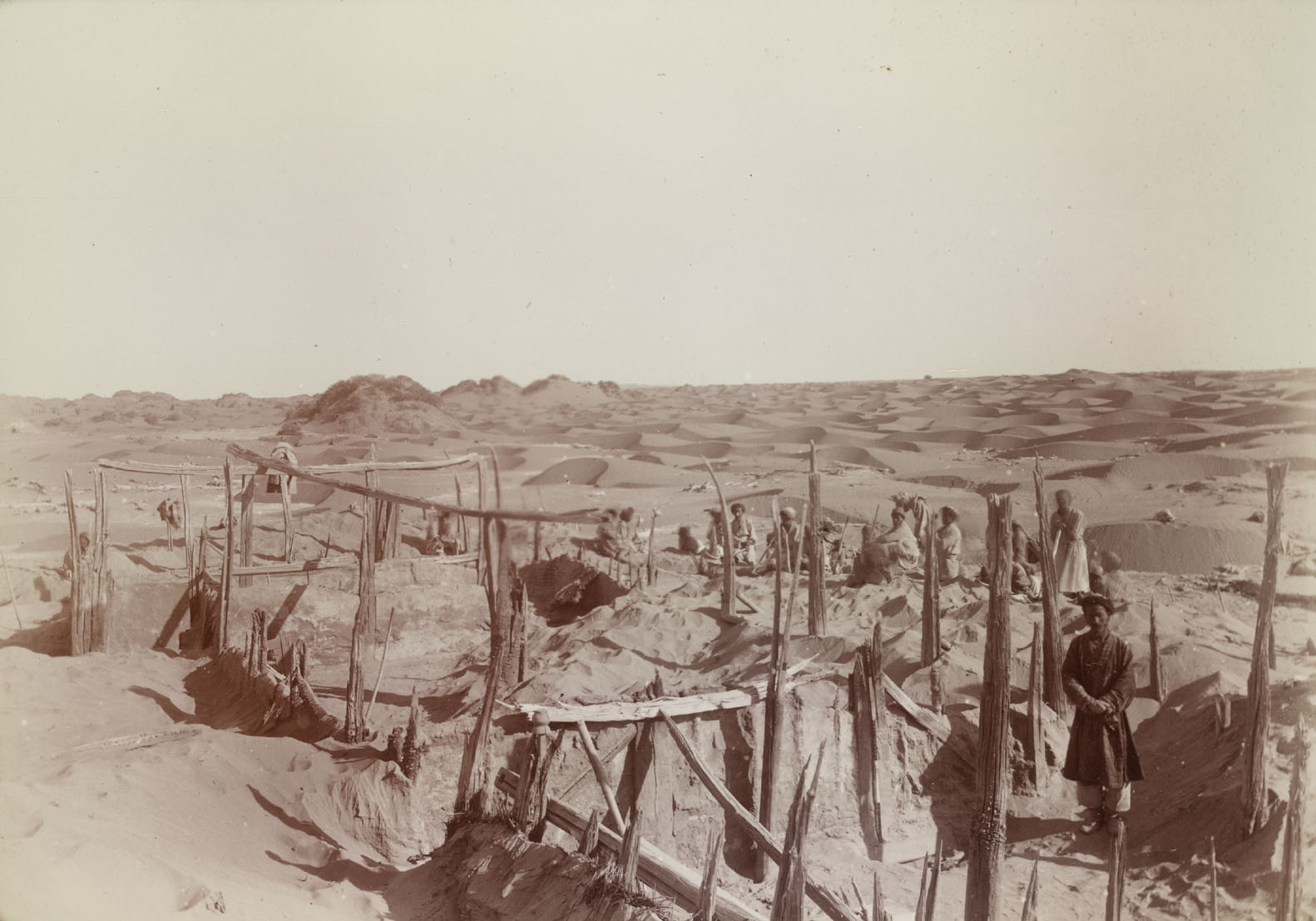
ruines de Niya lors des fouilles d'Aurel Stein, vers 1901.

L'ancienne cité de Niya est l'une des ruines les mieux conservées des cités-états qui parsemaient la route de la soie il y a environ 1 500 ans. Elle est située dans le sud de la région autonome chinoise du Xinjiang, en plein désert du Taklamakan, à une distance de 100 à 150 km de la ville de Minfeng, appelée aussi Nouvelle Niya.
Ses ruines ont été découvertes en 1901 par l'explorateur britannique Marc Aurel Stein (1862-1943).
Les ruines de Niya seraient les restes du Royaume de Jingjue, l'un des 36 royaumes de la région pendant la période allant de la  dynastie Han à la dynastie Jin. On pense que la période florissante de la ville se serait située du Ier siècle av. J.-C. au IVe siècle. Elle a été baptisée « Pompéi de l'Orient » ou « Pompéi de la route de la Soie », car, tout comme Pompéi, elle fut brutalement détruite, probablement entre le Ve et le Xe siècle, après avoir connu une période de grande prospérité. Les causes n'en sont pas précisément connues, certains pensant qu'elle fut détruite à la suite d'une guerre, d'autres par la progression des sables du désert sous l'effet du vent.
La ville, située dans la vallée de la rivière Niya, aujourd'hui asséchée, était entourée d'une région fertile où étaient pratiqués à la fois l'agriculture et l'élevage. On pense qu'elle était séparée en deux zones par le cours de la rivière : au sud résidait la population riche, et au nord la population pauvre.
De nombreuses découvertes archéologiques y ont été faites, notamment plusieurs centaines de tablettes de bois portant des inscriptions en alphabet kharosthi, utilisé principalement en Inde et le long de la route de la soie entre le IIIe siècle av. J.-C. et le IIIe siècle, et au jusqu'au Ve, et peut-être au VIIe siècle dans certaines oasis isolées comme Khotan ou Niya.

## Sources
- (en) Niya yields buried secrets
- (en) Ancient City of Niya (travelchinaguide.com)
- (en) Attractions in and around Hotan

## Autres liens externes
- Photo d'une partie des ruines de Niya
- Pièce de vêtement en coton découverte à Niya et représentant une déesse